# 237276 Nakama
237276 Nakama è un asteroide della fascia principale. Scoperto nel 2008, presenta un'orbita caratterizzata da un semiasse maggiore pari a 2,5576928 UA e da un'eccentricità di 0,1956736, inclinata di 14,07448° rispetto all'eclittica.